# Dolichopeza (Nesopeza) productula
Dolichopeza (Nesopeza) productula is een tweevleugelige uit de familie langpootmuggen (Tipulidae). De soort komt voor in het Oriëntaals gebied.